# Juan Bautista de La Salle
San Juan Bautista de La Salle (en francés, Jean-Baptiste de La Salle; Reims , 30 de abril de 1651-Ruan, 7 de abril de 1719) fue un sacerdote, teólogo y pedagogo francés, que consagró su vida a la educación y a la formación de maestros. 
Fundó la Sociedad de las Escuelas Cristianas (actualmente: Instituto de los Hermanos de las Escuelas Cristianas), el primer instituto religioso católico masculino de carácter exclusivamente laico (No se admiten sacerdotes entre sus miembros ni ninguno de sus miembros acepta la ordenación sacerdotal) dedicado a la educación de niños y jóvenes, especialmente de los más pobres. 
Escribió obras educativas que tuvieron gran impacto y popularidad en los siglos XVIII y XIX, entre ellas destacan la "Guía de las Escuelas" que sirvió de manual pedagógico a gran cantidad de obras educativas católicas en todo el mundo, y las "Reglas de Urbanidad y Cortesía para uso de las Escuelas Cristianas", ambas obras traducidas a múltiples idiomas y editadas en numerosas ocasiones a través de los siglos.
Fue canonizado como santo en la Iglesia Católica en el año de 1900 por el Papa León XIII. El 15 de mayo de 1950 fue declarado patrono especial de todos los educadores de la infancia y de la juventud y patrono universal de los educadores por el papa Pío XII.

## Vida y obra
Juan Bautista de La Salle nació el 30 de abril de 1651 en Reims, en el seno de una familia adinerada de juristas. Fue el hijo primogénito de Luis de La Salle y Nicolasa Moët. De sus 11 hermanos, 4 fallecieron muy pequeños, quedando 7 sobrevivientes: 5 varones y 2 mujeres. Desde pequeño se mostró como una persona espiritual e interesada por las cosas de Dios y, aunque su padre quería que fuera jurista como él, la familia le apoyó en su deseo de recibir la tonsura a la edad de 11 años en preparación al camino sacerdotal. A los 15 años de edad fue nombrado canónigo de la Catedral de Reims, ocupando el sitial que 6 siglos atrás hubiera ocupado San Bruno.
Comenzó sus estudios de Teología en 1669, pero tras el fallecimiento de su madre el 19 de julio de 1671 y de su padre el 9 de abril de 1672, se vio obligado a abandonarlos para encargarse de la administración de los bienes familiares y el cuidado de sus hermanos menores durante 4 años.
Terminados sus estudios de teología, fue ordenado sacerdote el 9 de abril de 1678. Sin embargo, en la vivencia de su vocación sacerdotal descubrió una nueva vocación específica a la que Dios le llamaba profundamente; "impresionado por la realidad de abandono de los hijos de los artesanos y de los pobres", fue asumiendo compromisos progresivos para responder a esa realidad por medio de la educación.
La tradición asegura que, en 1679, frente al convento de las Hermanas del Niño Jesús, conoce a Adrián Nyel, un maestro que ha venido a Reims con el fin de abrir escuelas gratuitas para los niños pobres. Por medio de él empieza a entrar en contacto con el mundo escolar. Conmovido por la situación de estos pobres que parecían "tan alejados de la salvación" en una u otra situación, tomó la decisión de poner todos sus talentos al servicio de esos niños, "a menudo abandonados a sí mismos y sin educación". Después de un período de oración y discernimiento, decidió responder al llamado que DIos le hacía y en ese momento de su vida, intentó comprometerse con un grupo de jóvenes maestros, a fin de fundar escuelas para niños pobres y crear una comunidad de "hermanos cristianos" .Para ser más eficaz, abandonó su hogar en Reims y se fue a vivir con los maestros, renunció a su canonjía y su fortuna y, a continuación, organizó la comunidad que hoy llamamos Hermanos de las Escuelas Cristianas.
De La Salle y los Hermanos se encontraron con la oposición de las autoridades eclesiásticas que no deseaban la creación de una nueva forma de vida religiosa, del tipo de una comunidad de laicos consagrados ocupándose de las escuelas "juntos y por asociación". Los estamentos educativos de aquel tiempo quedaron perturbados por sus métodos innovadores y su absoluto deseo de gratuidad para todos, totalmente indiferente al hecho de saber si los padres podían pagar o no. A pesar de todo, La Salle y sus hermanos lograron con éxito crear una red de escuelas de calidad, caracterizada por el uso de la lengua vernácula, los grupos de alumnos reunidos por niveles y resultados, la formación religiosa basada en temas originales, preparada por maestros con una vocación religiosa y misionera a la vez y por la implicación de los padres en la educación. Además, La Salle fue innovador al proponer centros para la formación de maestros seglares, escuelas de aprendizaje para delincuentes, escuelas técnicas, escuelas secundarias de idiomas modernos, artes y ciencias, cursos dominicales para jóvenes trabajadores y una de las primeras instituciones para la reinserción de "delincuentes". 
En 1683 renuncia a su puesto de canónigo en la catedral, abandonando así su situación segura. Además, entrega la mitad de su herencia al sostenimiento de sus hermanos y el resto lo dona a los pobres. Este gesto de claro compromiso y entrega hizo que los Hermanos fueran tomando mayor confianza y valor para realizar su misión. 
Sufrió persecución por grupos de maestros (como los Maestros Calígrafos y los Maestros de Escuelas Menores) que veían sus intereses económicos afectados por la apertura de las escuelas de De La Salle a todo tipo de alumnos, educando gratuitamente independientemente de la capacidad de la familia del alumno de pagar cuotas; además tuvo que acudir a varios juicios por acusaciones falsas y en numerosas ocasiones debió declarar la falsedad de documentos y declaraciones que pretendían relacionarlo con el movimiento Jansenista. Algunas de sus escuelas fueron cerradas temporalmente.
Extenuado por una vida cargada de austeridades y trabajos, falleció en Saint-Yon, cerca de Ruan,  el 7 de abril de 1719, sólo unas semanas antes de cumplir 68 años. Fue enterrado inicialmente en una de las capillas de la iglesia de San Severo en Ruan. En 1734, sus restos fueron trasladados a la capilla de su pensionado en Saint-Yon y, en 1835, a la de la Escuela Normal de Ruan.
Durante la revolución francesa, la capilla donde se encontraban sus restos fue profanada, así como la tumba misma de De La Salle. Los restos fueron posteriormente recuperados casi en su totalidad por uno de los Hermanos y escondidos durante la Revolución para luego ser trasladados a París y, después, a las sucesivas casas madres de la Sociedad.
En 1888, con motivo de su beatificación, se volvieron a trasladar a la capilla del Pensionado de San Juan Bautista de La Salle, también en Ruan. Para evitar las persecuciones anticlericales que tuvieron lugar en Francia a principios del siglo XX, sus restos fueron depositados en Lembeek (Bélgica) el 29 de junio de 1906. Finalmente, el 25 de enero de 1937 fueron llevados a la Casa Madre de la Congregación Lasaliana en Roma, donde continúan.
Fue beatificado en 1888 y canonizado el 24 de mayo de 1900 por el Papa León XIII. Su festividad se celebra el 7 de abril.  El 15 de mayo de 1950,a causa de su vida y sus escritos, el papa Pío XII lo nombró patrón de los maestros y de los que trabajan en el ámbito de la educación
Su obra se extendió rápidamente en Francia, y después de su muerte, por todo el mundo. De las 58 escuelas abiertas por Juan Bautista en 26 pueblos y ciudades, en el momento de su muerte funcionaban 42, en 22 localidades. Hoy las escuelas lasallistas existen en 80 países del mundo.

## Vocación sacerdotal
Su padre le había preparado una carrera jurídica, pero Juan Bautista deseaba ser sacerdote desde muy temprana edad. Durante su infancia, se complacía en la oración y la lectura de libros, junto a sus abuelos. Fue su firmeza y determinación lo que motivó a sus padres a darle consentimiento.

## Estudios
Las familias pudientes de Reims gozaban de dos opciones a la hora de inscribir a sus hijos al colegio: el Bonorum Puerorum (colegio de los niños buenos) o el de los Jesuitas. Por su parte, Juan Bautista ingresó al primero de estos, a los 10 años de edad. Transcurridos ocho años de estudio, recibió el título de Maestro en artes
Lo anterior le permitió iniciar sus estudios de Teología en 1669 y los continuó en París a partir de 1670. Pero su vocación fue  puesta en espera debido a la muerte de sus padres en 1671 y 1672.  Asumió la tutela de sus hermanos y hermanas y, durante 4 años, de 1672 a 1676, concilió sus actividades de canónigo con sus obligaciones familiares, encontrando un nuevo padre en su primo Nicolás Roland, tan sólo 9 años mayor que él, canónigo y teólogo  de la catedral de Reims. 
Tomó de nuevo por las tardes sus cursos de teología, y el 11 de julio de 1672 se dirigió a Cambray para recibir el subdiaconado. 
Fue ordenado sacerdote el 9 de abril de 1678 y el 27 de abril del mismo año, fallece su primo Nicolás Roland. Finalmente, en 1680, recibió el título de doctor en teología.

## Obras
Adrián Nyel, personaje importante en la vida de Juan Bautista de La Salle, muy implicado en la educación cristiana en los pobres, ayudó a abrir escuelas gratuitas para niños y niñas tanto en Reims como en sus alrededores. Desde los 22 años cerró un contrato que lo ligaba a la oficina de los pobres del hospital general de Ruan. Se ocupa de la enseñanza de los niños y se dedica a catequizarlos. 

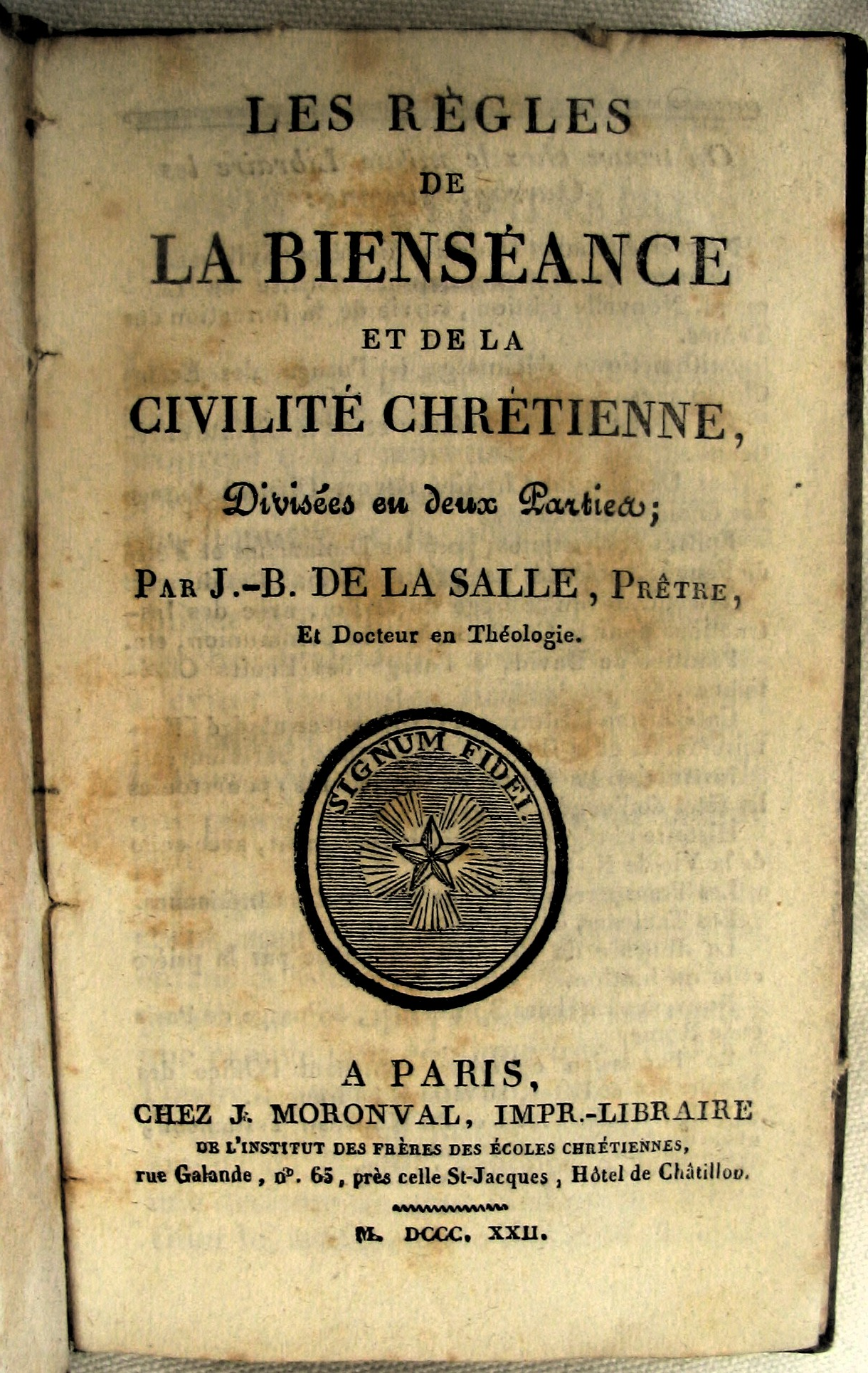
Portada de «Les règles de la bienséance et de la civilité chrétienne» de J. B. de la Salle, edición de 1822

La señora Maillefer, originaria de Reims y prima de San Juan Bautista, patrocinaba en ese tiempo el proyecto para abrir escuelas para pobres con Nicolás Roland, pero con su muerte se suspende este proyecto. Aun así la señora Maillefer no renuncia a su idea y le deja el proyecto a Adrián Nyel, a quien envía a Reims portando dos cartas, una para la Superiora de las Hermanas del Niño de Jesús y otra para su primo Juan Bautista de la Salle.
A principios de 1679 Juan Bautista de la Salle alquila una casa, en la que funda una escuela gratuita para los pobres, y en 1681 comienza a recibir a varios "maestros" sin formación adecuada para las escuelas. 1684. Escribe un reglamento para ayudar a los maestros a ser mejores y para perfeccionar la manera de enseñar a los niños. Los maestros empiezan a llamarse Hermanos de las Escuelas Cristianas.
En 1683 renuncia a sus bienes y el 25 de mayo de 1684 funda la Congregación de los Hermanos de las Escuelas Cristianas, para a continuación abrir escuelas profesionales, escuelas dominicales y hogares de educación para los jóvenes que vivían en la calle. En 1684 funda en Reims la que la mayoría considera la primera escuela de profesores. En 1688 abre las primeras escuelas en París.
Introdujo dos innovaciones: la lección no era impartida individualmente, sino en una clase, y se enseñaba a leer en francés, no en latín. Estas novedades revolucionaron la pedagogía en Francia.
Fue un pionero en la fundación de Escuelas de Formación de Maestros  (Escuelas Normales), escuelas especiales para jóvenes con condenas judiciales, escuelas técnicas y escuelas secundarias para lenguas modernas, letras y ciencias.
Juan Bautista de la Salle escribió un buen número de obras escolares y espirituales. Entre las primeras destaca La Guía de las Escuelas Cristianas, uno de los mejores libros de pedagogía del siglo XVII y que se hizo dominante en las escuelas francesas de varones hasta nuestro siglo. Hay que destacar de él que fue un libro colectivo en el que Juan Bautista de la Salle recogió su propia experiencia pedagógica y la de los primeros Hermanos.
También podríamos destacar como manual importante el titulado Reglas de la Cortesía y Urbanidad Cristianas. De lectura obligatoria por los escolares, son consejos para la buena educación francesa adaptados a los hijos de los artesanos y los pobres que acudían a sus escuelas. Escribió asimismo silabarios, salterios y catecismos para uso escolar.
Entre las obras de carácter espiritual es de destacar el libro Meditaciones. En las 16 tituladas: Meditaciones para el tiempo de retiro (apenas 40 folios) traza un completo itinerario espiritual para los maestros cristianos.
Para la formación de los Hermanos, crea en Vaugirard en 1692 el primer noviciado y en 1698 termina de redactar las reglas de la Congregación. 
A menudo se confunde el Instituto que fundó, los Hermanos de las Escuelas Cristianas (más conocidos simplemente como Hermanos de la Salle), con la congregación de los hermanos cristianos, fundada por Edmund Ignace Rice. El término lasaliano suele confundirse  con salesiano, adjetivo propio de la Congregación Salesiana fundada en el siglo XIX. En gran parte de América latina se suele utilizar el término lasallista.
Entre las aportaciones de De La Salle a la Pedagogía encontramos:
1. Ordenamiento de los alumnos por grupos de nivel.
2. Horario definido para las clases.
3. Enseñanza en lengua vernácula (la lengua de los alumnos en lugar del latín).
4. Apertura del primer Correccional en Francia.
5. Apertura de la primera Escuela de formación para maestros que se conoce.
6. Su obra "Conduite des Ècoles" que funcionó como manual pedagógico básico para los educadores católicos y muchos otros desde el siglo XVIII y hasta principios del XX.
7. Interpretación de la cortesía y amabilidad como formas de caridad. Lo desarrolla en su obra.
8. Desarrollo de una Teología de la Educación.
9. Es precursor de la actual escuela Secundaria.